# Sede principal del Museo Metropolitano de Arte
El Met Fifth Avenue es el principal edificio del museo del Museo Metropolitano de Arte en la ciudad de Nueva York, Estados Unidos. Está ubicado en 1000 Fifth Avenue, a lo largo de Museum Mile en el extremo este de Central Park en el Upper East Side de Manhattan. El edificio original fue construido en 1872. Fue designado monumento de la ciudad por la Comisión de Preservación de Monumentos Históricos de la Ciudad de Nueva York en 1967.

## Historia

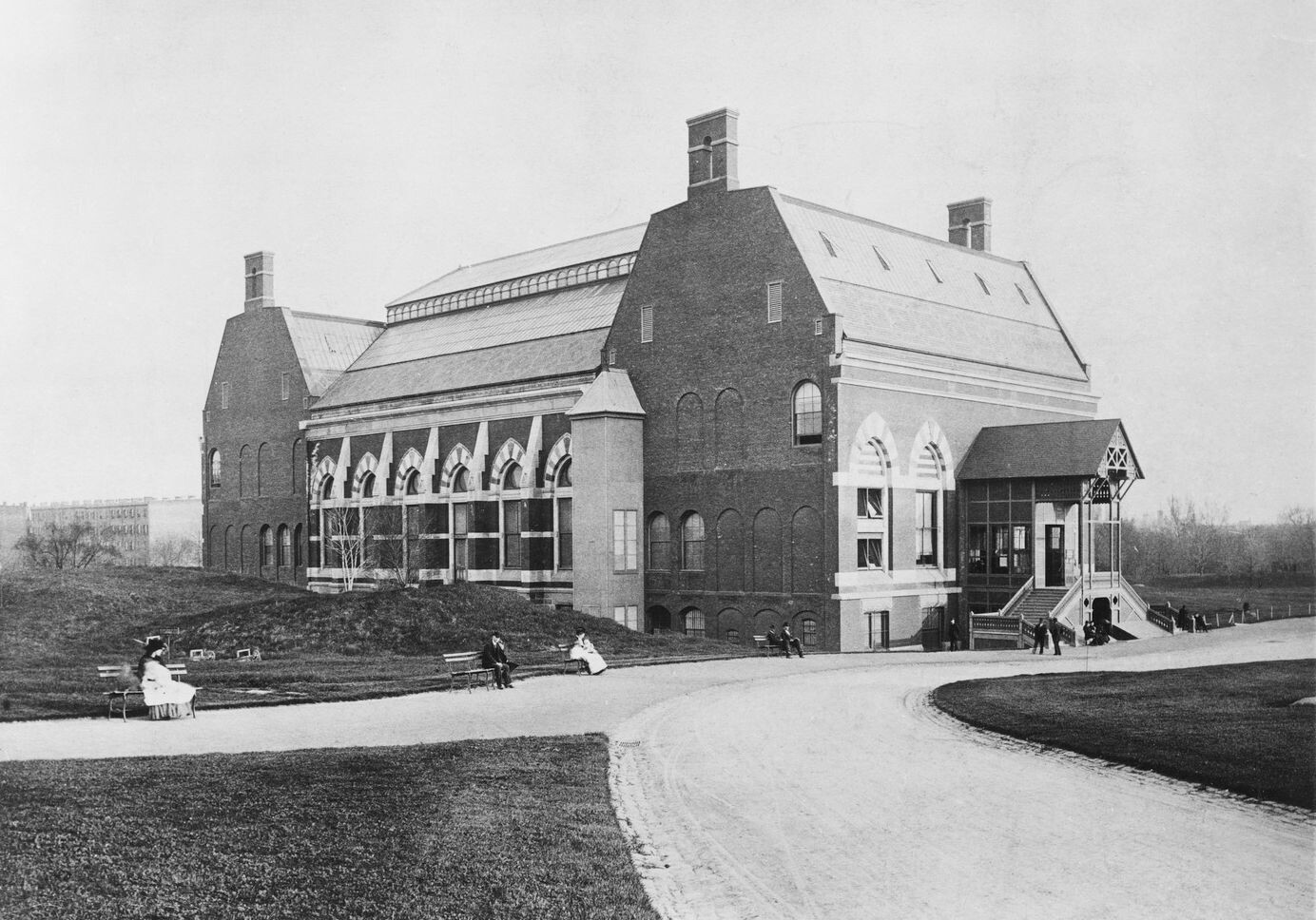
Edificio original diseñado por Vaux and Mould, construido para soportar expansiones

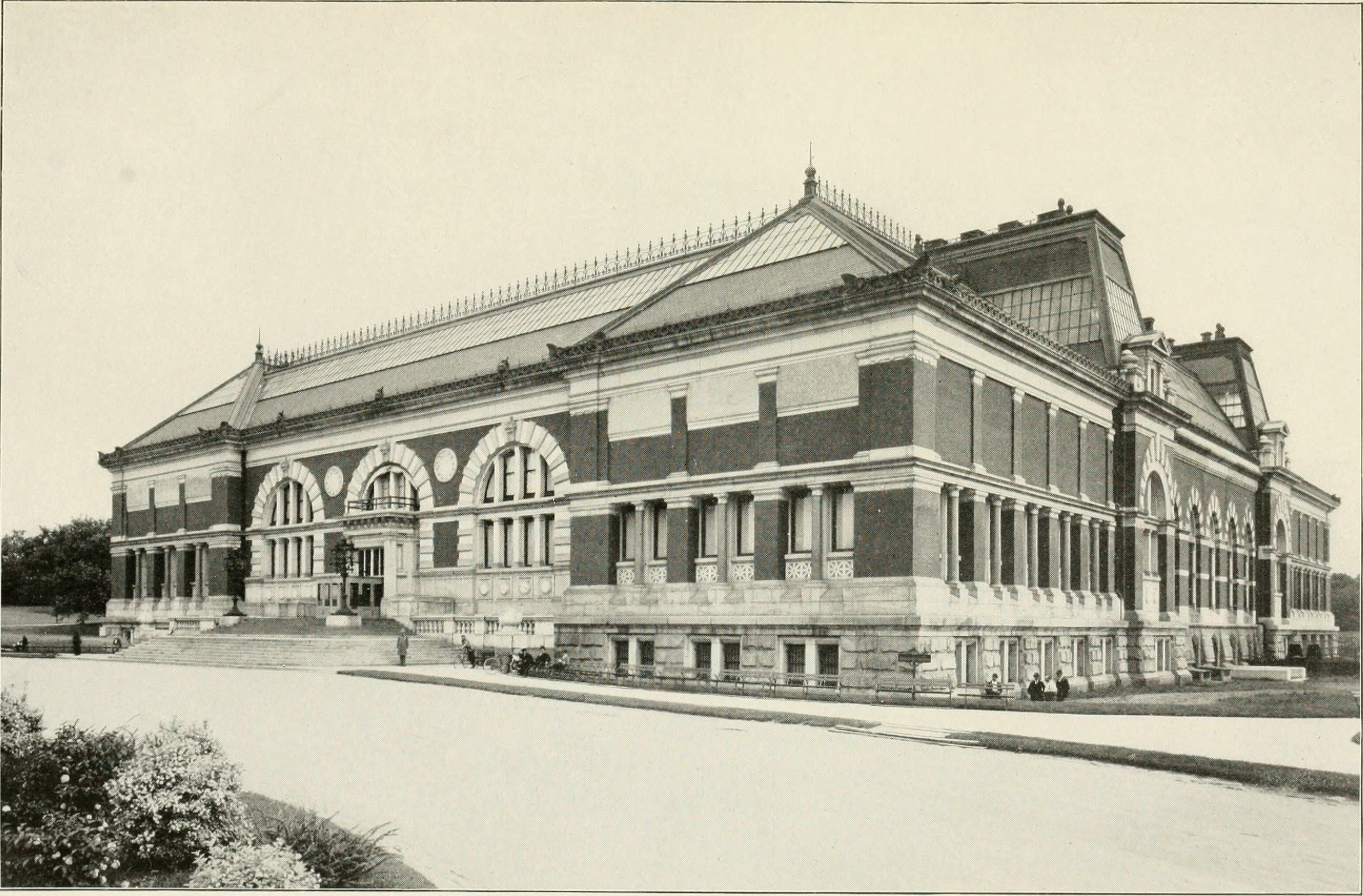
El edificio construido en 1888-94

Después de negociaciones con la ciudad de Nueva York en 1871, se concedió al Met el terreno entre East Park Drive, la Quinta Avenida y las calles transversales de las calles 79 y 85 en Central Park. Un edificio de ladrillo rojo y piedra fue diseñado por el arquitecto estadounidense Calvert Vaux y su colaborador Jacob Wrey Mold. El ambicioso edificio de Vaux no fue bien recibido; fue apodado por los críticos como un "mausoleo", su estilo gótico victoriano alto ya se consideraba fechado antes de su finalización, y el presidente del Met calificó el proyecto de "un error". 
A los 20 años ya se estaba ejecutando un plan arquitectónico para envolver este edificio. Desde entonces, se han realizado muchas adiciones, incluida la distintiva fachada Beaux-Arts de la Quinta Avenida, el Gran Salón y la Gran Escalera, fueron diseñados por el arquitecto y fideicomisario de Met, Richard Morris Hunt y completados en 1902 después de su muerte por  su hijo, Richard Howland Hunt, los. La escultura arquitectónica de la fachada es de Karl Bitter.
Las alas que completaron la fachada de la Quinta Avenida en la década de 1910 fueron diseñadas por la firma McKim, Mead & White. Los lados de vidrio modernistas y la parte trasera del museo son obra de Roche-Dinkeloo. Kevin Roche fue el arquitecto del plan maestro y la expansión del museo durante más de 40 años. Fue responsable del diseño de todas sus nuevas alas y renovaciones, incluidas, entre otras, el ala estadounidense, el patio griego y romano, y el ala islámica recientemente inaugurada.

## Arquitectura

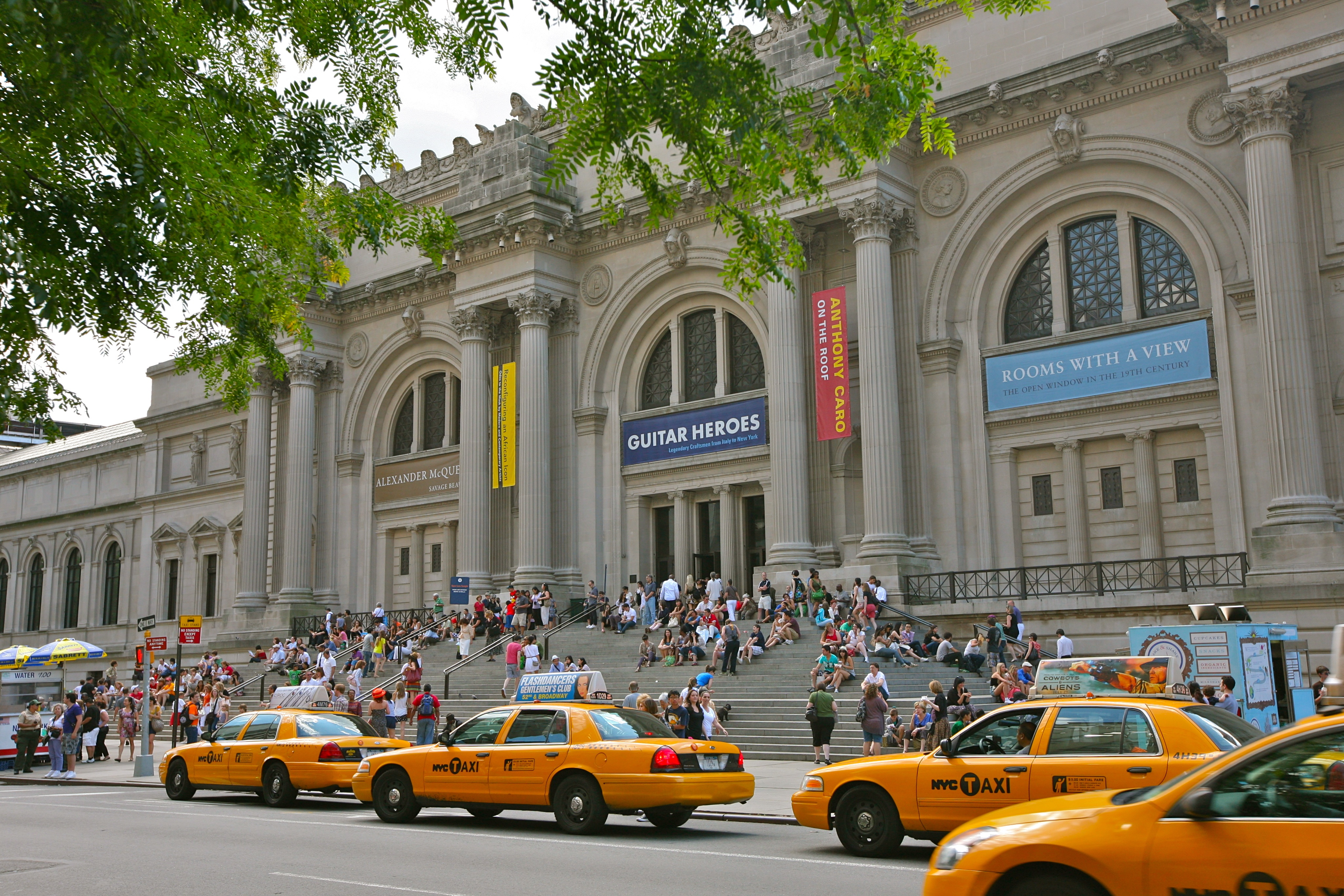

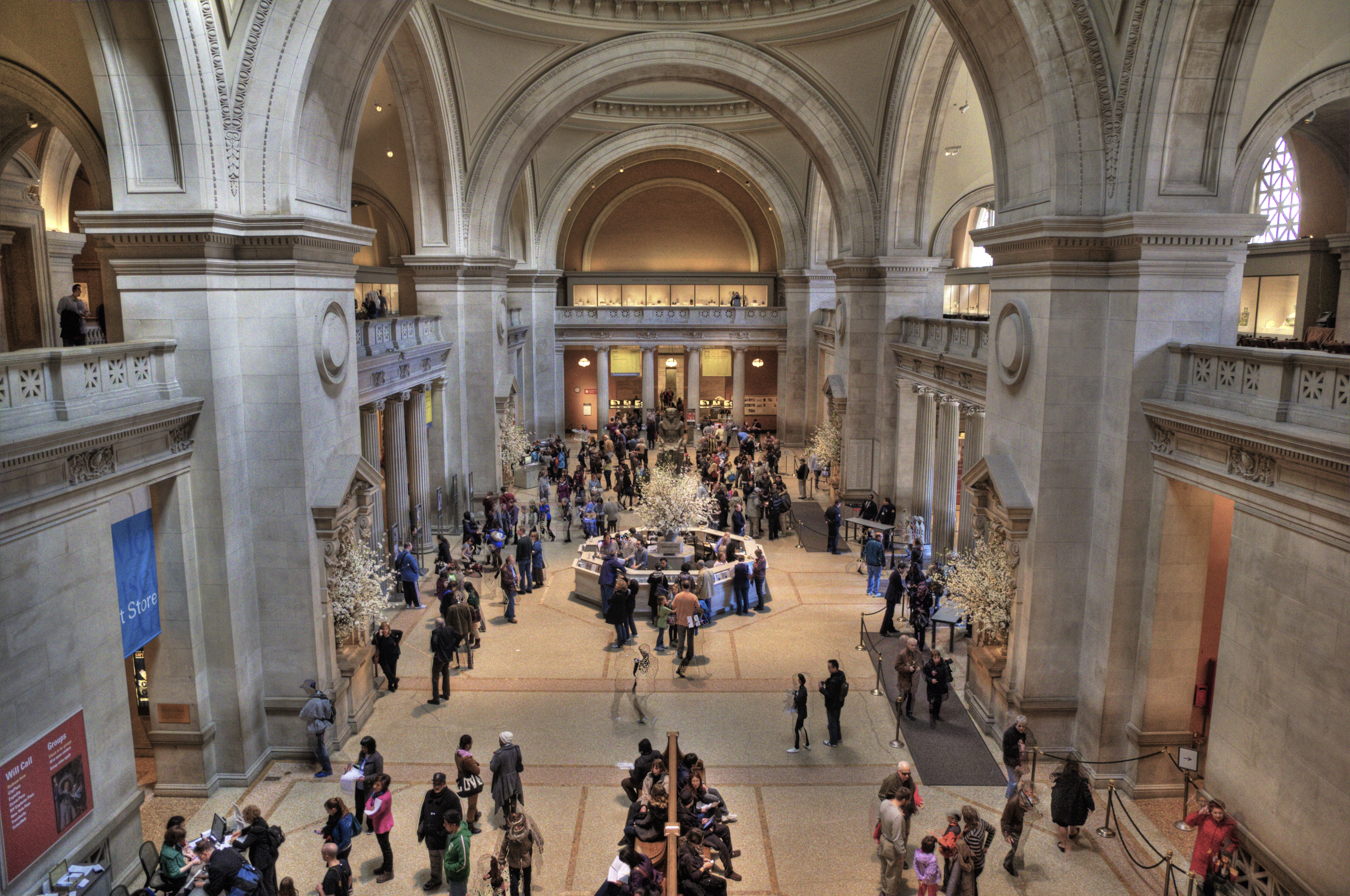
El gran salón

El Met mide casi400 m de largo y con más de 190,000 m2 de superficie, más de 20 veces el tamaño del edificio original de 1880. Es una acumulación de más de 20 estructuras, la mayoría de las cuales no son visibles desde el exterior. La ciudad de Nueva York es propietaria y contribuye con los servicios públicos, la calefacción y parte del costo de la tutela.

### Interior
El edificio alberga numerosas galerías, incluido el Anna Wintour Costume Center y Astor Court, junto con otros espacios, como la Biblioteca Thomas J. Watson y la Biblioteca Robert Goldwater.
El Charles Engelhard Court of the American Wing presenta la fachada del Branch Bank of the United States, un banco de Wall Street que se enfrentaba a la demolición en 1913.

### Jardín de la azotea

Memantra de Frank Stella en exhibición en el jardín de la azotea

El jardín Iris y B. Gerald Cantor está ubicado en el techo cerca de la esquina suroeste. La cafetería y el bar del jardín es un lugar popular durante los meses de clima templado, especialmente los viernes y sábados por la noche, cuando las grandes multitudes pueden generar largas filas en los ascensores. El jardín ofrece vistas de Central Park y el horizonte de Manhattan. El jardín es el regalo de los filántropos Iris y B. Gerald Cantor, fundador y presidente de la firma de valores Cantor Fitzgerald. El jardín fue abierto al público el 1 de agosto de 1987.
Cada verano desde 1998, ha acogido una exposición de un solo artista. Los artistas han sido: Ellsworth Kelly (1998), Magdalena Abakanowicz (1999), David Smith (2000), Joel Shapiro (2001), Claes Oldenburg y Coosje van Bruggen (2002), Roy Lichtenstein (2003), Andy Goldsworthy (2004), Sol LeWitt (2005), Cai Guo-Qiang (2006), Frank Stella (2007), Jeff Koons (2008), Roxy Paine (2009), Big Bambú de Doug y Mike Starn (2010), Venimos en paz de Huma Bhabha (2018), y Parapivot de Alicja Kwade.
El jardín de la azotea tiene vistas del horizonte de Manhattan desde un punto de vista muy por encima de Central Park. Las vistas han sido descritas como "las mejores de Manhattan". Se sabe que los críticos de arte se quejan de que la vista "distrae" del arte en exhibición. El crítico de arte del New York Times, Ken Johnson, se queja de que las "impresionantes vistas panorámicas de Central Park y el horizonte de Manhattan" crean "un sitio inhóspito para la escultura" que "desalienta la mirada cuidadosa y contemplativa". La escritora Mindy Aloff describo el jardín de la azotea como "el espacio aéreo más encantador que conozco en Nueva York". La cafetería y el bar de este jardín son considerados románticos por muchos.

## Designación
Fue designado monumento de la ciudad por la Comisión de Preservación de Monumentos Históricos de la Ciudad de Nueva York en 1967, y su interior fue reconocido por separado por la Comisión de Preservación de Monumentos Históricos en 1977. Fue designado Monumento Histórico Nacional en 1986, reconociendo tanto su arquitectura monumental como su importancia como institución cultural.

## Otras lecturas
- Bayer, Andrea; Corey, Laura D., eds. (2020). Making the Met, 1870-2020. Metropolitan Museum of Art. ISBN 9781588397096.
- Howe, Winifred E. (1913). A History of The Metropolitan Museum of Art. Metropolitan Museum of Art.